# Martes americana nesophila
Martes americana nesophila es una subespecie de  mamíferos carnívoros  de la familia Mustelidae,  subfamilia Mustelinae.

## Distribución geográfica
Se encuentran en Norteamérica.